# Posta Los Nogales
La Posta Los Nogales es una posta ubicada en el área de Sierras del Sur de la provincia de Córdoba (Argentina), a solo 4 km de la localidad de Achiras y a 78 km de la ciudad de Río Cuarto. La misma data de la época colonial, estando localizada en el antiguo Camino Real que unía las provincias de Córdoba y Buenos Aires con la región de Cuyo y Tafí Viejo. Fue una posta tradicional, donde los viajeros se detenían a descansar luego de largos recorridos así como para la remuda de sus tiros. A mediados del siglo XVIII comenzó a ser usado como puesto de correo para la comunidad circundante. En la actualidad se accede a ella a través de la Ruta Provincial 30.

## Historia
En 1775 se instaló en el Pantanillo, siendo maestro de posta Juan Pablo Garay, reemplazado en 1779 y luego en 1802 por José Tomas Gigena quien había estado administrando la posta de Achiras. Esta se trasladó a Los Nogales, y tenía como función ofrecer habitación al viajero que se trasladaba por el “Camino Real” que venía de Buenos Aires a Cuyo. 
Por la Posta pasaron grandes personajes de la historia nacional como Chacho Peñaloza, Mansilla, Facundo Quiroga, entre otros.
“El 1° de septiembre de 1814 San Martín compró 12 caballos y nosotros tenemos el vale, firmado por él, que fue recuperado del Museo Nacional en Buenos Aires, donde consta la compra de 8 caballos de tiro y 4 de silla para el ejército de Los Andes. Varios meses después Ramón Gigena, el hijo de José, fue a Buenos Aires a cobrarlo”, recordaron miembros de la familia Gigena.[cita requerida]

## Actualidad
En la actualidad en el lugar existe un museo y una réplica de la antigua Posta.